# Jolly Roger

Tradiční vyobrazení vlajky Jolly Roger

Jolly Roger bylo anglické označení pro vlajky identifikující pirátské lodě se záměrem zaútočit. Jejich užití se datuje do počátku 18. století (rané období tzv. zlatého věku pirátství).
Vlajka, se kterou se dnes běžně pojí termín Jolly Roger (lebka a zkřížené kosti na černém pozadí), byla užívána hned několika pirátskými kapitány začátkem 20. let 18. století, šlo například o Samuela Bellamyho, Edwarda Englanda a Johna Taylora. Postupem času se z ní stala nejpoužívanější pirátská vlajka 30. let 18. století.

## Původ

### Název
Zmínku o termínu Jolly Roger v souvislosti s pirátskými vlajkami lze nalézt v knize A General History of the Pyrates napsanou Charlesem Johnsonem, vydanou v roce 1724. Johnson se zmiňuje o dvou pirátech, kteří pojmenovali své vlajky jako Jolly Roger: Bartholomew Roberts tak učinil v červenci 1721, Francis Spriggs v prosinci 1723. I když Roberts a Spriggs pojmenovali své vlajky totožně, jejich vzhled byl odlišný. To naznačuje, že Jolly Roger bylo všeobecné označení pro černé pirátské vlajky, nikoli jméno vztahující se k jednomu konkrétnímu vzhledu vlajky. Ani jedna z výše uvedených vlajek nenesla ve svém vyobrazení lebku a zkřížené kosti. Richard Hawkins, který byl zajat piráty v roce 1724, uvedl, že pirátská loď se plavila pod vlajkou sestávající z kostlivce, který probodává srdce oštěpem, jméno vlajky bylo Jolly Roger. Původ jména je nejasný. Jolly Roger bylo obecné označení pro žoviálního a bezstarostného člověka přinejmenším už od počátku 17. století. Odtud se termín zřejmě přenesl a začal užívat pro kostlivce či chichotající se lebky vyobrazené na pirátských vlajkách počátkem 18. století. V roce 1703 byl pirát John Quelch spatřen, jak se plaví pod vlajkou pojmenovanou Starý Roger podél pobřeží Brazílie. Starý Roger byla tehdejší přezdívka pro ďábla.
Další z raných odkazů na termín Starý Roger je možné nalézt v novinovém článku deníku Weekly Journal or British Gazetteer (Londýn, sobota, 19. října, 1723, výtisk 57, odstavec první):
Rhode Island, 26. července. V tento den zde bylo popraveno 26 pirátů zajatých lodí HMS Greyhound pod velením kapitána Solgarda. Někteří se ke svým činům vyjádřili písemně, většina však na místě popravy přednesla projev. Jeho obsahem bylo varování, ve kterém radili všem občanům, zvláště mladším generacím, aby si vzali příklad z jejich nešťastného osudu a vyhnuli se všem zločinům, které je k tomuto osudu přivedly. Jejich černá vlajka, pod kterou páchali nesčetné množství svých pirátských výpadů, byla připevněna k jednomu z rohů šibenice. Ona vlajka vyobrazovala postavu smrti držící přesýpací hodiny v jedné ruce, šíp v té druhé, bodaje ho do srdce, a tři kapky krve padajíce k zemi. Té vlajce říkali Starý Roger a měli s ní spojené jedno pořekadlo: „Pod touto vlajkou žijeme, pod ní též skonáme.“

### Vzhled

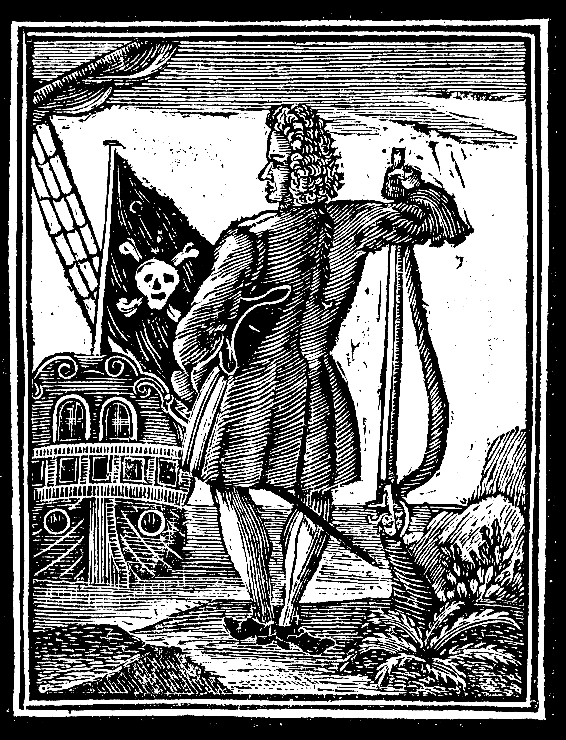
Dřevořezba z roku 1725, Stede Bonnet a jeho Jolly Roger. Obrázek pochází z knihy A General History of the Pyrates od Charlese Johnsona.

První zaznamenané užití symbolu lebky a zkřížených kostí na námořních vlajkách se datuje do 17. století. Za vznikem zřejmě stojí berberští piráti tamní doby, kteří zkombinovali černý podklad vlajky Jolly Roger s muslimskou černou vlajkou. Avšak rané zmínky o muslimských korzárech plavících se pod vlajkou se symbolem lebky, v kontextu s bitvou o Cornwall roku 1625, explicitně uvádějí pirátské lodě se zelenými vlajkami. Existují teorie o tom, že Francis Drake se plavil pod černou vlajkou kolem roku 1585, nicméně pravdivost těchto tvrzení je zpochybňována. V současné době se má za to, že pirát Peter Easton používal čistě černou vlajku při svých útocích roku 1716, Edward Teach, Charles Vane a Richard Worley v roce 1718, Howell Davis v roce 1719.
Raný záznam o vlajce nesoucí symbol lebky a zkřížených kostí, avšak na červeném podkladu, se datuje na 6. prosinec 1687. Jedná se o zápis v knize umístěné ve Francouzské národní knihovně. Pisatel se zmiňuje o pirátech vztyčujících výše uvedenou vlajku, šlo však o užití na pevnině, nikoli na lodi.
V 17. a 18. století generální guvernéři obvykle vyžadovali, aby se privatýři plavili pod specificky stanovenou vlajkou. Jednalo se o prapor Union Jack z roku 1606 se dvěma bílými proužky uprostřed. Bylo tak možné odlišit námořní lodě od těch pirátských. Před zavedením podobných pravidel se britští privatýři, např. Henry Morgan, plavili pod barvami anglické koruny. Rané užití černé vlajky s lebkou, zkříženými kostmi a přesýpacími hodinami je přisuzováno pirátskému kapitánovi Emanuelu Wynnovi, který se pod tímto praporem plavil roku 1700. Věrohodnost tohoto tvrzení je založena na sekundárních zdrojích, které jsou údajně přepisem svědectví kapitána lodi HMS Poole, Johna Cranbyho.
S koncem války o španělské dědictví roku 1714 se mnoho privatýrů uchýlilo k pirátství. Stále používali červené a černé vlajky, došlo však na přidání dekorativních prvků. Za zmínku stojí Edward England, který plul hned se třemi vlajkami naráz. Na hlavním stěžni jeho plavidla bylo možné spatřit klasickou černou vlajku vyobrazenou výše, příďový stěžeň okupoval ten samý prapor v červených barvách, na hlavním stožáru vlála britská národní vlajka. Stejně jako bylo možné spatřit různé varianty klasického černého praporu, červené vlajky se rovněž dočkaly několika obměn. Konkrétně šlo o přidávání žlutých pruhů nebo obrazců znázorňující smrt. Barevné praporky či stužky bylo rovněž možné spatřit jako doplňující element. Profesor historie Marcus Rediker tvrdí, že většina pirátů aktivních v letech 1716–1726 byla součástí jedné ze dvou vzájemně propojených frakcí, které mezi sebou sdílely mnoho podobností. Uvádí, že to by zřejmě vysvětlilo rychlé přijetí černé vlajky mezi skupinu pirátů operující napříč širým oceánem. Symbol lebky a překřížených kostí se dle této teorie standardizoval zhruba ve stejném čase, kdy byl termín Jolly Roger zaveden jako označení pro výše uvedený vzhled.

## Historické vzory
Galerie níže zobrazuje dochované pirátské vlajky používané v letech 1693–1724.

Pirátská vlajka užívaná kapitánem Edwardem Lowem.
Pirátská vlajka často nazývaná Jolly Roger. Její užití je povětšinou připisováno Černovousovi.
I když se má za to, že tato vlajka patřila Johnu Quelchovi, je svým vzhledem blíže té, co vlastnil John Phillips.
Hlavní vlajka Waltera Kennedyho (byla totožná s vlajkou Jeana Thomase Dulaiena).
Robertsova vlajka, na které drží společně s kostlivcem přesýpací hodiny.
Novější verze předchozí vlajky. Roberts zde stojí na dvou lebkách, zkratka ABH reprezentuje uťatou hlavu Barbadosana, AMH hlavu Martiničana. Šlo o dva ostrovy, proti kterým cítil zášť.
Jolly Roger kapitána Calico Jacka Rackhama
Vlajka Samuela Bellamyho a Edwarda Englanda.
Tradiční vyobrazení vlajky Steda Bonneta.
Vlajka piráta Christophera Condenta.
Populární verze vlajky Jolly Roger kapitána Everyho. Údajně se taktéž plavil se shodnou vlajkou v černém provedení.
Černá vlajka Henryho Everyho.
Vlajka Christophera Moodyho.
Vlajka, pod kterou se údajně plavil Thomas Tew.
Vlajka Richarda Worleyho.
Vlajka Emanuela Wynna.

Výčet praporů není definitivní. Níže je uveden popis vlajek dalších pirátů. Rovněž platí, že kapitáni měli několik variant vlajek Jolly Roger. Tyto alternativní verze jsou však stěží vypátratelné.
- John Phillips: deník Boston News-Letter se zmiňuje o tom, že během popravy dvou pirátů kapitána Philipse byla na šibenici připíchnuta tmavá vlajka. V jejím středu se nacházelo vyobrazení lidského těla. Na jednom konci praporu bylo možné spatřit šíp zabodnutý do srdce, z něhož se řinula krev. Na protilehlé straně byly umístěny přesýpací hodiny.
- Edward Low měl, mimo proslulého vyobrazení rudého kostlivce, přinejmenším dvě další vlajky. První z nich byla bílá kostra svírající šíp, který probodává krvácející srdce. V druhé ruce kostlivec svíral přesýpací hodiny. Druhá vlajka byla popsána Georgem Robertsem, který byl v té době Lowovým vězněm: „jednalo se o zelenou vlajku utkanou z hedvábí, na které byla postava muže hrajícího na trubku.“'
- Francis Spriggs byl údajně spatřen, jak se plaví s vlajkou podobající se jedné z těch, co vlastnil Low. Spriggs byl zběh, který opustil Lowovu družinu. Vlajka znázorňovala bílého kostlivce, který v jedné ruce držel šíp protínající srdce, v té druhé pak přesýpací hodiny.
- Walter Kennedy měl svou vlajku (viz obrázek výše) vyvěšenou na zadním stěžni. Kennedyho taktéž vlastnil tzv. malou státní vlajku (jack) umístěnou na přídi a praporek (pennant) připnutý na vrchu hlavní stěžně. Poslední dvě uvedené vlajky znázorňovaly pouze lebku a překřížené kosti.
- Piráti z oblasti Floridského průlivu: 2. května 1822 odrazila massachusettská brigantina Belvidere útok pirátského škuneru ve vodách Floridského průlivu. Piráti vztyčili červenou vlajku s lebkou a křížem pod ní. Posádce lodi Belvidere se nepodařilo identifikovat jméno nepřátelského plavidla ani jejího kapitána.
- V roce 1780 získal poručík Richardem Curry (později admirál) pirátskou vlajku během boje u severoafrického pobřeží. Jednalo se o červený prapor, na kterém je zobrazena žlutá lebka a překřížené kosti.
- V roce 1783 skotský básník William Falconer podotkl, že piráti nejčastěji používají pro své vlajky černou barvu, na nichž, dle jeho slov, lze naleznout lebky, bojové sekery a přesýpací hodiny. O tom, jaký konkrétní pirát či piráti uplatňovali tento vzor, se Falconer nezmiňuje.

## Užití v praxi
Představa, že by piráti měli konstantně vyvěšenou jednu ze svých Jolly Roger vlajek, je mylná. Tak jako ostatní plavidla, i ta pirátská měla rozličnou zásobu vlajek.
Za normálních podmínek se posádky plavily pod falešnou vlajkou, popřípadě pod žádnou. V okamžiku, kdy spatřily potenciální kořist v dostřelu, pirátská vlajka byla vyzdvižena na stožár; tento akt byl často doprovázen varovným výstřelem.
Vlajka s největší pravděpodobností indikovala, že na palubě útočícího plavidla jsou piráti. To mohlo posloužit jako varování a posádka napadené lodi tak dostala šanci vzdát se bez boje. Například když v červnu roku 1720 vplul Bartholomew Roberts do newfoundlandského přístavu s vyvěšenými černými vlajkami, posádky všech 22 kotvících plavidel opustily ve spěchu svoje stanoviště. Pokud by se mužstvo rozhodlo vzdorovat, Jolly Roger byl svinut a jeho místo nahradila červená vlajka. To věstilo, že úmyslem pirátu bylo zmocnit se lodi násilím. Anglický mořeplavec Richard Hawkins napsal: „pokud se piráti plaví s Jolly Rogerem na stožáru, dokážou projevit slitování, pravý opak nastane, když je jejich vlajka červená či krvavě rudá.“
Pro obchodní lodě bylo důležité vědět, zda za útokem na jejich plavidlo stojí piráti. Pokud by se totiž jednalo o privatýry či vládní zmocněnce, platila zde pravidla, kterých se poslední dvě jmenované skupiny musely držet. Pokud by například posádka obchodní lodi vzdorovala obsazení, poté se však vzdala, nesměla být v souladu s těmito pravidly popravena.
Rozhněvaný pirát tím pádem představoval pro posádky komerčních plavidel mnohem větší nebezpečí než naštvaný španělský pobřežní strážce či privatýr. Z tohoto důvodu se stávalo, že posádky obchodních lodí byly ochotné vzdorovat španělské pobřežní stráži či privatýrům, ačkoliv se jednalo o mnohem silnější protistrany. Aby tak piráti dosáhli svého cíle bez nutnosti krveprolití, bylo nutné se od ostatních lodí odlišit.
Plout se vztyčenou pirátskou vlajkou bylo považováno za neochvějný důkaz pirátství. Pouhé vlastnictví stačilo k tomu, aby byl člověk označen za kriminálníka a piráta; jedině pirát by se odvážil vyrazit na moře s podobnou vlajkou, neboť již byl pod pohrůžkou popravy.

## Současné užití v armádě

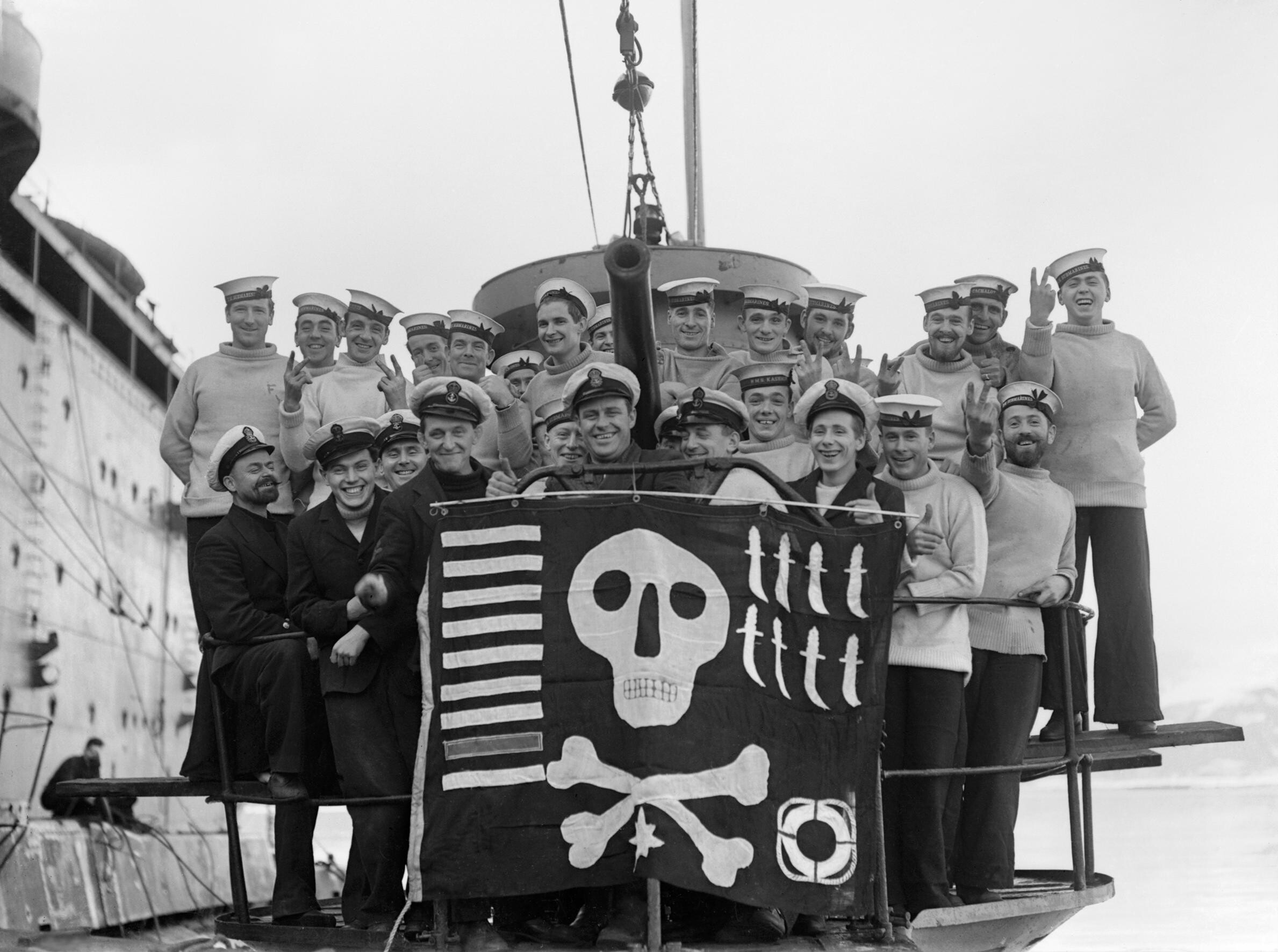
Posádka britské ponorky HMS Utmost pózuje se svou vlajkou (únor 1942). Symboly na praporu značí úspěchy mužstva: devět potopených lodí, devět špionážních operací, jeden cíl zničen za pomoci palubní střelecké věže a jedna záchranná operace.

S postupným zaváděním ponorek mezi světová námořnictva, admirál Arthur Wilson (1SL/CNS) uvedl, že koncept ponorek je nečestný, nevyrovnaný a proklatě neanglický. Chtěl navíc přesvědčit britskou admiralitu, aby umožnila posádky zajatých ponorek věšet jako piráty.
Na podzim roku 1914 britská ponorka HMS E9 úspěšně potopila německý křižník SMS Hela. Pamatujíce si Wilsonova slova, velící důstojník Max Horton instruoval svou posádku, aby vyhotovila vlastní variantu Jolly Rogera. Ponorka poté vplula do přístavu s vyvěšenou vlajkou. Tradice se ujala a po každé další úspěšné patrole byla vyzdvižena nová vlajka. V momentě, kdy už nezbývalo místo pro nové vlajky, nechal Horton vyrobit mnohem větší verzi Jolly Rogera, na kterou byly přišity symboly poukazující na zdárně dokončené mise. Několik málo dalších ponorek si tento zvyk osvojilo: posádka HMS E12 vyvěsila červenou vlajku s lebkou a zkříženými kostmi, když se vracela z bitvy o Gallipoli v červnu 1915. První fotografie zachycující tuto zvyklost byla pořízena v červenci 1916 na palubě ponorky HMS H5.
Tradice byla obnovena během druhé světové války. V říjnu 1941 se HMS Osiris vracela z úspěšné patroly, během které potopila italský torpédoborec Pelastro. Při návratu do Alexandrie bylo posádce řečeno, aby vyčkala před protiponorkovou sítí, než se k nim přípoji velitel 1. ponorkové flotily. Velitel měl v plánu ocenit výkon posádky Osirisu, nechal proto vytvořit Jolly Rogera, který byl poté doručen na palubu ponorky. Jdouce v jeho stopách, velitelé ponorkových flotil začali udělovat vlajky ponorkám, jejichž operace dopadly úspěšně. Ačkoliv některé zdroje uvádějí, že všechny britské ponorky užívaly vlajku, tradice se neujala u těch velitelů ponorek, kteří tento akt považovali za chvástání, neboť ne vždy bylo možné si ověřit, zda byl cíl potopen. Během války bylo posádkám ponorek dovoleno vyzdvihnout Jolly Rogera v den návratu z úspěšně dokončené patroly. Vlajka se vztyčila v momentě, kdy plavidlo překonalo protiponorkovou síť. Zůstala poté vlát na stožáru až do soumraku.

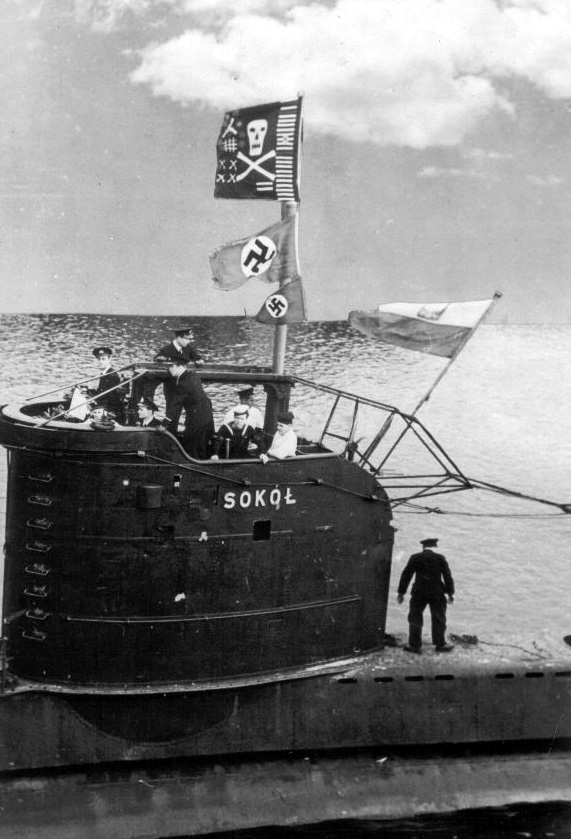
Polská ponorka Sokół při svém návratu na základnu v roce 1944. Jolly Roger a dvě ukořistěné německé vlajky jsou vyvěšeny na periskopovém stěžni.

Symboly na vlajce znázorňovaly historii daného plavidla. Úkolem každého mužstva bylo postarat se o aktuálnost údajů. Muzeum ponorkového královského námořnictva (které k roku 2004 vlastnilo 15 Jolly Rogerů) rozeznává na 20 unikátních symbolů. Symbol pruhu značil potopení lodi za použití torpéda, barevné odlišení bylo následující: červený pruh znamenal válečné lodě, bílý zastupoval obchodní plavidla a černý s bílým písmenem „U“ symbolizoval německé U-Boaty. Dýka označovala špionážní operace; většinou se jednalo o přepravu a extrakci členů námořní pěchoty operující na nepřátelském území. Hvězdy (občas svírající symbol zkřížených děl) dávaly najevo, že posádka použila palubní střeleckou věž. Minonosné operace byly znázorněny obrysem námořní miny; číslo uvnitř min značilo počet provedených operací. Symbol majáku či pochodně znamenal, že plavidlo bylo použito jako navigační bod pro invazní jednotky. Logo pochodně bylo zejména spjaté s Operací Torch (z angl. pochodeň).
Záchrana osádek sestřelených letounů či potopených lodí byla označena záchranným kruhem. Atypické operace měly své vlastní symboly, např. posádka HMS Proteus měla na své vlajce logo otvíráku na konzervy. To odkazovalo na událost, při které se italský torpédoborec pokusil do ponorky vrazit, rozpáral se však o výškové kormidlo. Na vlajce HMS United bylo možné nalézt čápa nesoucího dítě, neboť velitel ponorky se stal otcem během výkonu služby. Vyvěšování Jolly Rogera pokračovalo až do 21. století; ponorka HMS Conqueror vztyčila svou vlajku vyzdobenou siluetou křižníku, dávajíc najevo úspěšný útok na argentinský křižník ARA General Belgrano během války o Falklandy. Několik ponorek vracejících se z misí, během nichž odpálily střely tomahawk, zkrášlily své vlajky logem tomahavku; zkřížené sekery znamenaly blíže nespecifikovaný počet vypuštěných střel, naopak jednotlivé tomahavky značily každý úspěšný odpal.
Jolly Roger se stal symbolem ponorkové flotily britského královského námořnictva.
Tato tradice, třebaže často spojována s britskými ponorkami, se neomezuje pouze na ně. Spojenecká vojska za druhé světové války okoukala tento trend od svých britských kolegů. Posádky polských ponorek ORP Sokół a ORP Dzik byly během operací ve Středozemním moři obdarovány Jolly Rogerem, vlajku jim předal generál Władysław Sikorski. Obě posádky se během války staraly o aktuálnost údajů na svých vlajkách. Australská ponorka HMAS Onslow vyvěsila Jolly Rogera v roce 1980, vzdávala tak hold úspěšnému zakončení vojenského cvičení, při kterém posádka plavidla figurovala jako nepřátelská jednotka. Vlajka na sobě nesla symboly sedmi lodí, které se účastnily simulace. Onslow úspěšně „potopila“ všech sedm.